# Portulano (libro)
El portulano es un manual, generalmente con forma de libro, usado en la navegación medieval por el mar Mediterráneo conformado por listas sistemáticas de puertos (de ahí su nombre), las distancias entre ellos y las direcciones para dirigirse de uno a otro. Así mismo indicaban los accidentes geográficos de referencia, los peligros para la navegación, las condiciones de los puertos o las fuentes de agua dulce, entre otras informaciones de interés.
Los antecesores de los portulanos fueron los periplos clásicos, que no acostumbraban a indicar el rumbo; y los derroteros medievales, que informaban solo de un itinerario concreto.
Se cree que la representación gráfica de la información de los portolanos sobre un mapa dio lugar a la cartografía portulana, por lo cual, por extensión errónea del término, a las cartas náuticas medievales se las denomina portulanos.
El portulano conservado más antiguo es el Liber de existencia riveriarum te forma maris nostri Mediterranei escrito en latín probablemente a principios del siglo XIII. Su anónimo autor presenta su técnica de recogida de información como innovadora e informa que, junto con el volumen, ha construido una cartula mapamundi ubicando las referencias según se sitúan por la dirección de los vientos y según las millas de distancia de los lugares. Así mismo indica que ha recogido la información a partir de lo que le han dicho los marineros y trabajadores del puerto, y que la obra ha sido realizada por indicación de un canónigo de la catedral de Pisa. Un estudio matemático reciente ha puesto de relieve que al menos parte de la información del Liber de existencia riveriarum parece provenir de un mapa construido sin usar la brújula y por tanto diferente de las cartas portulanas posteriores.
El siguiente portulano conservado es el Compaso de navigare, ya en italiano, de mediados de siglo XIII, del cual se conservan varios manuscritos, el más antiguo de los cuales data de finales de la misma centuria. 
La información implícita de estas obras es relevante para la comprensión de los orígenes de la cartografía bajomedieval:
1. Los vínculos con la cultura eclesiástica.
2. La relación entre los portulanos y la cartografía portulana.
3. El origen itálico de la cartografía portulana.
4. El uso de la brújula.
5. El carácter empírico y dinámico en la obtención de información.
6. La importancia de la alfabetización de los productores y navegantes.